# کلروپلاتینیک اسید
کلروپلاتینیک اسید (به انگلیسی: Chloroplatinic acid) با فرمول شیمیایی H۲PtCl۶ یک ترکیب شیمیایی با شناسه پاب‌کم ۶۱۸۵۹ است. که جرم مولی آن 409.81 g/mol می‌باشد. شکل ظاهری این ترکیب، جامد قهوه‌ای مایل به قرمز است.